# 325th Fighter Wing

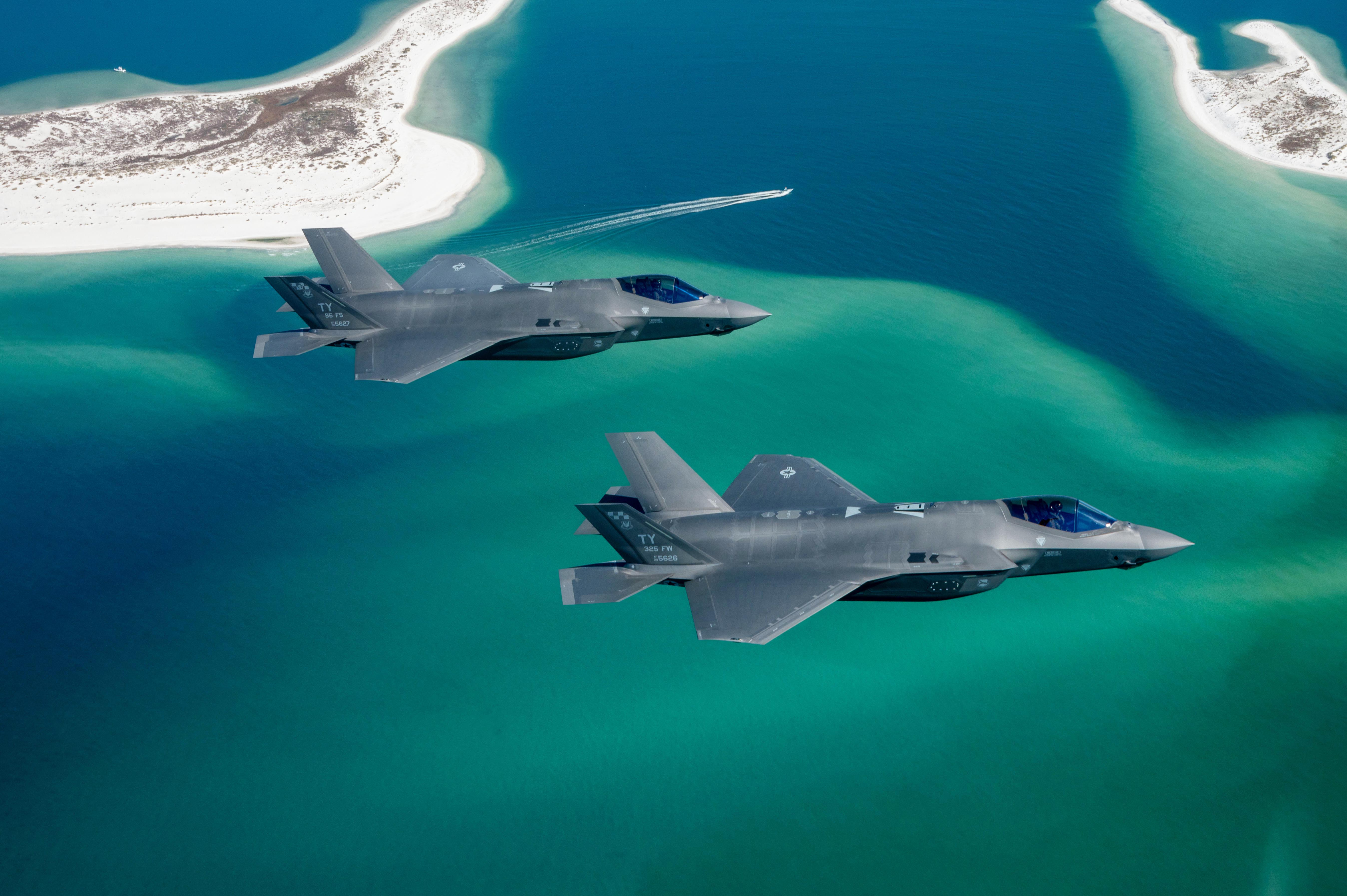
F-35A del 95th FS

Il 325th Fighter Wing è uno stormo Caccia dell'Air Combat Command, inquadrato nella Ninth Air Force. Il suo quartier generale è situato presso la Tyndall Air Force Base, in Florida.

## Missione
Allo stormo è associato il 44th Fighter Group, 301st Fighter Wing, il quale fornisce personale per la manutenzione e l'addestramento per i suoi F-35A.

## Organizzazione
Attualmente, al maggio 2023, lo stormo controlla:
- 325th Operations  Group
  - 325th Operations Support Squadron
  -  95th Fighter Squadron - Equipaggiato con F-35A
  - 2nd Fighter Training Squadron
  - 325th Training Support Squadron
- 325th Maintenance Group
  - 325th Aircraft Maintenance Squadron
  - 325th Maintenance Squadron
- 325th Mission Support Group
  - 325th Civil Engineer Squadron
  - 325th Contracting Squadron
  - 325th Force Support Squadron
  - 325th Logistics Readiness Squadron
  - 325th Mission Support Squadron
  - 325th Security Forces Squadron
- 325th Medical Group
  - 325th Aerospace Medicine Squadron
  - 325th Medical Operations Squadron
  - 325th Medical Support Squadron